# Guillaume Grégoire de Roulhac
Guillaume Grégoire de Roulhac, né le 6 mai 1751 à Limoges, mort le 6 octobre 1824 à Limoges, est un magistrat et homme politique français des XVIIIe et XIXe siècles.
Issu d'une famille de magistrats limougeauds, il est lui-même magistrat à Limoges entre 1781 et 1818. Nommé maire de Limoges entre 1785 et 1789, il ensuite est député du Tiers état aux Etats généraux de 1789, signataire du serment du Jeu de paume et membre de l'Assemblée constituante. Il est élu maire de Limoges en 1792, fonction qu'il refuse. Il est gardé à domicile par les révolutionnaires en 1793, mais est nommé en 1795 à la tête de l'administration du district de Limoges. Il est ensuite procureur général à Limoges, maintenu dans ses fonctions sous le Consulat, l'Empire et la Restauration jusqu'en 1818 ou il est mis à la retraite d'office. Chevalier de la Légion d'Honneur, il est fait chevalier puis baron d'Empire en 1811. Entre 1802 et 1824, il est aussi vice-président de la Société d'agriculture, des sciences et des arts de Limoges.

## Biographie

### Origine et études
Guillaume de Roulhac est le fils aîné de Joseph Grégoire de Roulhac (1722-1781), ancien maire de Limoges, et lieutenant général au présidial de Limoges pendant quatorze ans. La famille Grégoire de Roulhac est originaire de Limoges, et ses membres occupent dès le milieu xviie siècle les plus hautes fonctions de la magistrature consulaire de la ville. 
Il est baptisé le jour de sa naissance dans l'église Saint-Pierre-du-Queyroix de Limoges, par l'un de ses oncles Roulhac, chanoine de Saint-Martial. Il étudie chez les oratoriens à Chambles dans le Forez, puis étudie le droit à Paris. 

### Ancien Régime
Après ses études parisiennes, il revient à Limoges et exerce comme avocat pendant plusieurs années. Au décès de son père Joseph en 1781, il hérite de sa charge de lieutenant général au présidial de Limoges.
Le 6 août 1785, il est nommé par Louis XVI comme maire de Limoges alors que le conseil politique de la commune ne l'avait pas inclus dans la liste de trois noms envoyé au roi. Le corps consulaire résiste quelque temps notamment à l'intendant de Limoges Meulan d'Ablois, puis s'incline après le rappel à l'ordre du ministre de la Maison du roi Louis de Breteuil. Guillaume de Roulhac restera maire jusqu'au 1er juillet 1789.
C'est en tant que maire de Limoges qu'il participe aux deux assemblées des notables de 1787-1788. Il prend part à tous ses travaux, et fait partie du bureau de la première assemblée présidé par le comte d'Artois (futur Charles X) auprès duquel il se serait fait remarquer.

### Période révolutionnaire
Le 18 mars 1789, il est élu député du Tiers état aux États généraux par la sénéchaussée de Limoges dès le premier tour du scrutin. Il signe le serment du Jeu de paume de juin 1789. Lorsque la distinction des partis de l'assemblée constituante est bien tranchée, il siège parmi les partisans de la monarchie constitutionnelle. Il est successivement membre du comité de rédaction et du comité des recherches de l'assemblée, mais ne monte pas à la tribune.
A la dissolution de la constituante, il retourne vivre à Limoges dans sa maison de la rue Porte-Tourny et ne s'occupe plus que de ses affaires privées. Le 14 mai 1791, les domaines nationaux provenant de l'abbaye du Châtenet à Feytiat, sont adjugés à Guillaume Grégoire Roulhac : le prieuré, quatre de ses métairies, la forêt et les étangs.
En 1792, alors que la situation économique à Limoges est grave, il est largement élu à la mairie de Limoges mais décline la responsabilité.
En tant qu'aristocrate, Guillaume de Roulhac est dans la liste des suspects d'avril 1793. Le comité de surveillance l'accuse d'être « indifférent pour la chose publique, pouvant la servir par ses moyens moraux » et demande son internement. Guillaume de Roulhac est décrété d'arrestation, mais, grâce à l'intervention de son épouse qui fait valoir sa grossesse avancée nécessitant la présence de son mari, il est seulement gardé à vu à domicile par deux gardes nationaux à sa solde. Il demande à plusieurs reprises les motifs de son arrestation, mais les éclaircissements ne lui sont donnés qu'évasivement. 
Le 24 floréal an III, il est nommé à la tête de l'administration du district de Limoges. Il est ainsi président du directoire jusqu'à la dissolution de ce corps administratif en frimaire an IV. Il est désigné à cette époque comme substitut du pouvoir exécutif auprès du tribunal civil de Limoges, il exerce la fonction de commissaire du gouvernement. 

### Consulat et Empire
Le 18 floréal an VIII, il est maintenu dans l'exercice du ministère public (procureur général) auprès du nouveau tribunal d'appel de Limoges. A la création de la cour impériale le 1er juin 1811, il est maintenu dans ses fonctions de procureur général.
Élu le 6 germinal an X, par le Sénat conservateur, député de la Haute-Vienne au Corps législatif, il est membre d'une députation auprès des consuls et sort du Corps législatif en 1809. Franc-maçon au moins depuis 1808 à Limoges dans la loge « les amis réunis » (il est aussi mentionné dans la loge « la concorde » de Bellac en 1808, et à « l'Heureuse réunion » de Limoges en 1810) dont il est en 1811 vénérable maitre, et à Paris en 1809 dans la loge « les Admirateurs de l'univers »,. Membre de la Légion d'honneur du 25 prairial an XII, il est fait chevalier de l'Empire le 2 janvier 1809, et baron le 13 avril 1811.
En 1802, il prend activement part à la réorganisation de la Société d'agriculture, des sciences et des arts de Limoges et en devient vice-président.

### Restauration
Il est maintenu dans ses fonctions de procureur général par la Restauration. En juillet 1818, il est mis d'office à la retraite à l'âge de 67 ans, et nommé président de chambre honoraire.
Il décède à Limoges le 6 octobre 1824 et est inhumé au cimetière de Louyat Section 12.

## Titres et distinctions

### Titres
- Seigneur de La Borie (en Solignac) et de Faugeras (en Boisseuil).
- Chevalier Roulhac et de l'Empire (à la suite du décret du 25 prairial an XII le nommant membre de la Légion d'honneur, lettres patentes du 2 janvier 1809, signées à Paris) ;
- Baron de Roulhac et de l'Empire (décret du 2 mars 1811, lettres patentes du 13 avril 1811, signées à Paris) ;

### Distinctions
- Légionnaire (25 prairial an XII[5]).

## Armoiries
| Figure | Blasonnement |
|        | Armes de la famille de Roulhac D'azur à une fasce d'or accompagnée en chef d'un croissant d'argent et en pointe de trois étoiles de même, 2 et 1. Alias : D'azur, à trois étoiles d'or, au chef cousu du même chargé d'un croissant aussi d'or. |
|        | Armes du chevalier Roulhac et de l'Empire Parti, le premier d'azur à une étoile et demie d'or, surmontée d'un comble de gueules au demi croissant d'argent, le deuxième de gueules au lys arraché à trois fleurs d'argent sur lequel broche un lion rampant, lampassé d'or, bordure de gueules au signe des chevaliers. - Livrées : les couleurs de l'écu. |
|        | Armes du baron de Roulhac et de l'Empire Parti au premier d'azur à une étoile et demie d'or, au comble de gueules chargé d'un demi croissant d'argent, mouvant de sénestre ; au deuxième de gueules au lys arraché à trois fleurs d'argent, chargé d'un lion rampant d'or : bordure du tiers de l'écu de gueules chargée au 2e point en chef du signe des chevaliers légionnaires : franc-quartier des barons procureuers généraux de cour d'appel brochant au neuvième de l'écu. - Livrées : les couleurs de l'écu. |